# ذن و فن نگهداشت موتورسیکلت
ذن و هنر تعمیر موتورسیکلت کتابی ست از رابرت پیرسیگ، نویسنده و فیلسوف آمریکایی که در سال ۱۹۷۴ منتشر شده‌است. کتاب به صورت خاطرات سفر ۱۷ روزه نویسنده با موتورسیکلت، از مینه سوتا به کالیفرنیا می‌باشد. پیرسیگ در خلال این سفرنامه دیدگاه‌های فلسفی خود را شرح می‌دهد و به توضیح بعد «کیفیت» (Quality) می‌پردازد. این کتاب پس از انتشار به یکی از کتابهای پرفروش و عامه پسند در زمینه فلسفه تبدیل شد و حدود ۵ میلیون نسخه فروش رفت. عنوان کتاب نوعی بازی با عنوان مقاله ایست به نام «ذن و فن کمانگیری» که نویسنده‌ای آلمانی به نام اویگن هریگل پس از مطالعه فلسفه و فرهنگ بودائی ژاپنی در سال ۱۹۳۶ چاپ کرده بود. پیرسیگ در ابتدای کتاب اظهار می‌دارد که کتابش برخلاف عنوانش، حاوی اطلاعات دقیقی در مورد فرهنگ ذن بودایی یا موتورسیکلتها نمی‌باشد.
نکته جالب توجه اینست که ۱۲۱ ناشر، از نشر این کتاب سرباز زده بودند، از این لحاظ، نام کتاب در لیست رکوردهای جهانس گینس نیز ثبت شده‌است.
در مجموعه‌ای که کتابخانه مدرن در سال ۱۹۹۹ با عنوان صد رمان برتر قرن منتشر کرد، «ذن و…» به انتخاب خوانندگان به رتبه ۷۳ ام دست یافته‌است.
در مصاحبه‌ای با «رادیوی ملّی آمریکا» به سال ۱۹۷۴، پیرسیگ اظهار داشته که نگارش کتاب چهار سال طول کشیده‌است. در زمان نگارش کتاب، شغل پیرسیگ نگارش دفترچه‌های راهنمای کامپیوترها بوده و او هرروزه از ۲ بامداد تا ۶ بامداد به نگارش «ذن و…» می‌پرداخته و پس از صبحانه خوردن بر سر کارش می‌رفته و گاهی نیز از زمان مخصوص ناهار خوردن برای خوابیدن استفاده می‌کرده‌است و اغلب نیز در ساعت ۶ بعد از ظهر به رختخواب می‌رفت.

## محتوای فلسفی
پیرسیگ انسان‌ها را به دو گروه تقسیم می‌کند، «رمانتیکها» و «کلاسیکها». انسان‌های «رمانتیک» در حال به سر می‌برند و فرم و به تعبیری گشتالت برایشان مهم هست و تفاسیر منطقی را ناچیز می‌شمرند. دو همسفر او که هنرمندند نماینده انسان‌های رمانتیک می‌باشند. «کلاسیکها» بیشتر به توصیف منطقی و تحلیلی و فهمیدن جزئیات وقایع و مکانیزم ماشین‌ها علاقه‌مندند. نویسنده در این کتاب، نمونه‌ای از «کلاسیکها» می‌باشد که به عنوان مثال با تفکر بر نحوه عملکرد موتورسیکلتش، می‌تواند عیب‌یابی کند. پیرسیگ نشان می‌دهد که «واقعیت» (Reality) که فلاسفه یونان در پی آن بودند، نوعی برخورد کلاسیک با جهان هست که با وجود ممکن ساختن زندگی مدرن، منشأ نارضایتی و انزجار مردمان زیادی از تکنولوژی و تفکر تحلیلی شده‌است. با این پیش زمینه، پیرسیگ با ارائه «کیفیت» (Quality) به عنوان بُعدی علاوه بر «واقعیت»، که به عواملی غیرمنطقی و غیرتحلیلی همچون «خلاقیت» و «شهود» فضا می‌دهد، رمانتیکها و کلاسیکها را آشتی داده و زمینه‌ای برای بهتر کردن کیفیت زندگی فراهم می‌کند.